# اوون کویل
اوون کویل (انگلیسی: Owen Coyle؛ زادهٔ ۱۴ ژوئیهٔ ۱۹۶۶) بازیکن فوتبال سابق و مربی فوتبال فعلی، اهل جمهوری ایرلند است.
از باشگاه‌هایی که در آن بازی کرده‌است می‌توان به باشگاه فوتبال داندی یونایتد، باشگاه فوتبال مادرول، باشگاه فوتبال دومبارتون، باشگاه فوتبال فالکیرک، باشگاه فوتبال بولتون واندررز، و باشگاه فوتبال سنت جانستون اشاره کرد.
وی همچنین در تیم‌های ملی فوتبال زیر ۲۱ سال جمهوری ایرلند، و جمهوری ایرلند بازی کرده‌است.
او در فیلم شوت به افتخار بازی کرده است.